# 阿特斯卡滕帕
14°10′30″N 89°44′30″W / 14.17500°N 89.74167°W
阿特斯卡滕帕（西班牙語：Atescatempa），是危地馬拉的城鎮，位於該國東南部，由胡蒂亞帕省負責管轄，面積68平方公里，海拔高度682米，2002年人口14,773，人口密度每平方公里217.25人。